# 党卫队国家安全部
党卫军国家安全部（德語：SS-Reichssicherheitshauptamt）也译为国家保安总部、国家安全本部、国家保安总局、国家安全总局、帝国保安总部、帝国中央安全局、帝国保安总局，组建于1939年，由党卫军保安局与纳粹德国内政部下属的治安警察合并而成，是纳粹德国重要的情报与反情报部门，1945年5月德国投降时被解散。

## 历史
党卫队国家安全部的前身是党卫队保安局和纳粹德国的治安警察，1939年9月27日，党卫队全国领袖兼纳粹德国内政部警察总监海因里希·希姆莱下令将党卫队保安局与纳粹德国内政部下属的治安警察合并，第一任部长为党卫队上级集团领袖、警察大将莱因哈德·海德里希，1942年6月4日莱因哈德·海德里希因遇刺重伤死亡，海因里希·希姆莱兼任部长职位，1943年恩斯特·卡尔滕布伦纳接替部长职位，一直到二战结束。党卫队国家安全部部长的正式名称为治安警察与保安局总监（德語：Chef der Sicherheitspolizei und des SD，缩写为CSSD）。
党卫队国家安全部承担着纳粹德国的情报搜集、反间谍、犯罪调查、舆论监督、对外国人的监督以及思想输灌职能，它宣称自己的职责为发现和消除第三帝国的“敌人”。然而这些“敌人”是犹太人，共产主义者，共济会会员，和平主义者和部分基督教信仰者。 
党卫队国家安全部还管理着特别行动队，在德国国防军与武装党卫军入侵东欧的时候，特别行动队紧跟其后，对“劣等民族”和反抗军进行屠杀。
党卫队国家安全部的缩写为RSHA，以防止同党卫队人种与移居部的缩写RuSHA相混淆。
党卫队国家安全部高级党卫队军衔者的人数占党卫队该军衔人员的比例如下：
- 党卫队上级集团领袖（Obergruppenführer，相当于国防军上将）：4.4%
- 党卫队集团领袖（Gruppenführer，相当于国防军中将）：7.4%
- 党卫队旅队领袖（Brigadeführer，相当于国防军少将）：11.5%
- 党卫队上级领袖（Oberführer，相当于国防军上校）：15%
- 党卫队旗队领袖（Standartenführer，相当于国防军上校）：15.2%
- 党卫队上级突击队大队领袖（Obersturmbannführer，相当于国防军中校）：20%

1933年党卫队自己的情报机关——党卫队保安局刚成立时就与纳粹德国的军事情报机关阿勃韦尔产生了竞争关系，1939年党卫队国家安全部成立时也是如此，经过几年的斗争，1944年2月阿勃韦尔被并入党卫队国家安全部，这使得党卫队国家安全部的权力进一步增强。

## 结构
1939年9月27日，党卫队国家安全部刚组建时结构如下：
- 第一局，负责组织、管理与法律事务
- 第二局，负责“敌对势力”的侦查
- 第三局，负责纳粹德国国内范围内（不包括占领区）的监控任务
- 第四局，盖世太保指挥部门
- 第五局，负责管理刑事警察
- 第六局，负责对外情报

1941年时，党卫队国家安全部结构如下：
- 第一局（人事局），局长为党卫队旅队领袖兼警察少将布鲁诺·斯泰肯巴赫
  - A处，负责人事工作
  - B处，负责教育与训练
  - C处，负责体能训练
  - D处，负责刑事事务
- 第二局（组织、管理与法律局）
  - A处，负责组织与法律
  - B处，负责护照与外事警察事务
  - C处a部分，负责治安警察预算管理
  - C处b部分，负责党卫队国家安全部中原党卫队保安局部分的预算事务
  - D处，负责科技研发事务
- 第三局，原党卫队保安局负责国内业务部分，局长为奥托·奥伦道夫
  - A处，负责法律问题
  - B处，负责归国德意志人事务
  - C处，负责文化事务
  - D处，负责经济事务
- 第四局，盖世太保的领导机关，局长为海因里希·缪勒
  - A处，负责防止“敌人”的破坏活动
  - B处，负责对付教会和犹太人
    - 1科，负责处理天主教事务
    - 2科，负责处理基督教新教事务
    - 3科，负责处理基督教其他教派及共济会事务
    - 4科，负责处理犹太人问题，科长为阿道夫·艾希曼

  - C处，负责整理敌对人员的卡片索引
  - D处，负责纳粹德国占领区域的保安业务
  - E处，反间谍处
- 第五局，刑事警察的指挥机关
  - A处，负责犯罪政策与预防犯罪
  - B处，负责具体行动业务
  - C处，负责调查业务
  - D处，治安警察刑事技术所
- 第六局，原党卫队保安局负责国外业务部分，1939年-1941年局长为海因兹·约斯特，1941年—1945年5月局长为瓦尔特·舒伦堡
  - A处，外国情报处的组织　
  - B处，负责西欧的情报工作
  - C处，负责苏联与日本势力范围的情报工作
  - D处，负责英国与美国势力范围的情报工作 　 　
  - E处，负责中欧的情报工作
  - F处，用于在国外的外国情报处的技术辅助工具  　
  - G处，维尔弗里德·克拉勒特博士办公处，1943年成立， 研究“利用科学的方法搜集情报”　
  - S处，1943年成立，奥托·斯科尔兹内领导的一个特别队，它的任务是准备和进行破坏活动
- 第七局，负责意识形态研究与发展业务
  - A处。负责提供意识形态研究材料（书籍、翻译的资料）　
  - B处，负责研究工作（研究犹太人、共产主义等）
  - C处，负责管理档案馆、博物馆

## 参与行动
- 1939年时，时任党卫队国家安全部第四局E处副处长的瓦尔特·舒伦堡策划并亲自参与了芬洛事件，党卫队国家安全部的特工（包括瓦尔特·舒伦堡在内）多次与英国秘密情报局的特工西吉斯蒙德·佩恩·贝斯特和理查·亨利·史蒂文斯接触，宣称自己是国防军中反对希特勒人员，经过多次会晤并骗取对方信任之后，瓦尔特·舒伦堡商定双方于1939年11月9日下午在荷兰靠近德国边境上的芬洛会面，在会面时，党卫队成员突然从德国国境线冲过来，将英国秘密情报局特工西吉斯蒙德·佩恩·贝斯特和理查·亨利·史蒂文斯以及伪装成英国特工的荷兰特工德克·克罗普绑架后迅速退回德国国境线那一侧[6]。事后瓦尔特·舒伦堡被阿道夫·希特勒亲自授予一枚一级铁十字勋章。

- 党卫队国家安全部下属的刑事警察与国家秘密警察（即盖世太保）参与了吉普赛人、犹太人、反抗军成员的逮捕、押运和处决工作。